# Zhuzhou
Zhuzhou (chinesisch 株洲市, Pinyin Zhūzhōu Shì) ist eine bezirksfreie Stadt im Osten der chinesischen Provinz Hunan mit einer Fläche von 11.262 km² und 3.902.738 Einwohnern (Stand: Zensus 2020). In dem eigentlichen städtischen Siedlungsgebiet von Zhuzhou leben 1.302.800 Menschen (Stand: Ende 2018).

## Geographie

### Lage
Zhuzhou liegt etwa 20 km östlich von Xiangtan an den Ufern des Xiang Jiang.

### Administrative Gliederung
Die bezirksfreie Stadt Zhuzhou setzt sich auf Kreisebene aus fünf Stadtbezirken, einer kreisfreien Stadt und drei Kreisen zusammen. Diese sind (Einwohnerzahlen nach der Volkszählung 2020):
- Stadtbezirk Tianyuan – 天元区 Tiānyuán Qū, 150 km², 478.309 Einwohner;
- Stadtbezirk Hetang – 荷塘区 Hétáng Qū, 152 km², 348.894 Einwohner;
- Stadtbezirk Lukou – 渌口区 Lùkǒu Qū, 1.381 km², 260.534 Einwohner;
- Stadtbezirk Lusong – 芦淞区 Lúsōng Qū, 67 km², 307.012 Einwohner;
- Stadtbezirk Shifeng – 石峰区 Shífēng Qū, 167 km², 223.634 Einwohner;
- Stadt Liling – 醴陵市 Lǐlíng Shì, 2.157 km², 885.987 Einwohner;
- Kreis You – 攸县 Yōu Xiàn, 2.651 km², 630.427 Einwohner;
- Kreis Chaling – 茶陵县 Chálíng Xiàn, 2.507 km², 491.849 Einwohner;
- Kreis Yanling – 炎陵县 Yánlíng Xiàn, 2.031 km², 160.274 Einwohner;
- Verwaltungsbereich Yunlong – 云龙示范区, Yúnlóng shìfàn qū, ? km, 115.818 Einwohner (ein Verwaltungsbereich mit unklarem Status – Demonstrationszone?).

## Geschichte
Zhuzhou war bis Anfang des 20. Jahrhunderts eine kleine Marktstadt mit einem Binnenhafen. Der Aufstieg zur Großstadt begann mit dem Aufbau einer modernen Verkehrsinfrastruktur in der Region und der Öffnung der Pingxiang-Kohlengruben in der Provinz Jiangxi im Osten, welche Kokskohle für die Eisenwerke in Hanyang im Norden lieferten. Es wurde eine Eisenbahnstrecke von Pingxiang nach Zhuzhou gebaut, von wo man die Kohle über Wasser nach Hankou verschiffte. Zhuzhou wurde später per Eisenbahn u. a. mit Kanton, Hankou, Changsha und Nanchang verbunden und so zu einem wichtigen Eisenbahnknotenpunkt.
Die Entwicklung der Stadt verzögerte sich mit dem Ausbruch des Zweiten Japanisch-Chinesischen Krieges 1937. Im Norden Hunans fanden schwere Kämpfe statt, 1944 wurde Zhuzhou von einer japanischen Großoffensive überrollt und geriet bis Kriegsende unter japanische Besatzung.
In der Volksrepublik China war für Zhuzhou eine Rolle als wichtiges Industriezentrum vorgesehen. Ein großes Wärmekraftwerk wurde mit sowjetischer Hilfe errichtet und ging 1957 in Betrieb. In den 1950er und 1960er Jahren wurden zudem zwei Düngemittelfabriken errichtet.

## Politik

### Städtepartnerschaften
- Navoiy, Usbekistan, seit 1996
- Fredrikstad, Norwegen, seit 1999
- Nha Trang, Vietnam, seit 2001
- Pietermaritzburg, Südafrika, seit 2002
- Pocheon, Südkorea, seit 2009

## Sehenswürdigkeiten und Bauwerke
Höchstes Bauwerk der Stadt ist der 293 Meter hohe Fernsehturm Zhuzhou.

## Wirtschaft und Infrastruktur

### Wirtschaft
Die Umgebung der Stadt ist reich an Bodenschätzen, es kommen Eisen, Blei, Mangan, Zink, Wolfram, Kupfer und Antimon vor. Es hat sich eine umfangreiche Metallindustrie entwickelt, die Blei, Zink und Kupfer in beträchtlichen Mengen produziert. Zhuzhous Produktionsmengen an Nichteisenmetallen, Hartlegierungen und Flachglas machen einen Großteil der chinesischen Produktion aus.
Ende der 1950er Jahre wurde ein Güterbahnhof gebaut, der zu den größten in Südchina gehört. Zhuzhou wurde auch zu einem Hauptproduzenten von Schienenfahrzeugen, Triebwagen und Elektrolokomotiven.

### Verkehr
Es bestehen Verbindungen über Wasserwege mit Süd-Hunan. Zhuzhou steht im Zentrum eines dichten Autobahnnetzes.

## Persönlichkeiten
- Cao Bochun (* 1941), Politiker
- Li Xuanxu (* 1994), Schwimmerin
- Zhang Mingkun (* 2000), Weitspringer